# Airbus A300
Airbus A300 je širokotrupni turbo-mlazni zrakoplov kratkog i srednjeg doleta. Uzletjevši 1972. postao je prvi širokotrupni dvo-motorni avion. Do srpnja 2007. izrađeno je 561 avion kada (zajedno sa skraćenim tipom A310) prestaje proizvodnja. U dvije klase zrakoplov može prevesti 266 putnika.

## Povijesni razvoj
U rujnu 1967. britanska, francuska i njemačka vlada potpisala je sporazum o početku razvoja za A300 s 300 putničkih sjedišta. Već u početku su britanska i francuska vlada sumnjali u uspješnost projekta, pogotovo radi potrebe razvoja novog turbo-fen motora Rolls-Royce RB207. koji bi pokretao zrakoplov. U prosincu 1968. predlažu redizajn već započetog projekta na Airbusu A250 s 250 putničkih sjedišta. Preimenovani A300 ne treba nove motore što je uveliko smanjilo troškove razvoja. Kasnije je ipak za pokretanje zrakoplova odabran američki motor General Electric CF6-50 unijevši tako dodatno nezadovoljstvo na britanskoj strani te otkazivanje ugovora. Britanska tvornica Hawker-Siddeley ipak ostaje supotpisnik i radi na izgradnji krila koje je kasnije odigralo važnu ulogu u osobinama A300 kao zrakoplova za kratke domaće letove sve do mogućnosti interkontinentalnog leta.
Kompanija Airbus Industrie osnovana je 1970. godine od strane Aérospatiale (Francuska), i Deutsche Aerospace (Njemačka). 1971. pridružuje se i CASA (Španjolska). Svaka kompanija izrađivala je određeni dio zrakoplova koji je nakon isporuke bio spreman za ugradnju. Tvornica za kompletiranje zrakoplova nalazi se u francuskom Toulouseu u koji se dijelovi prevoze specijalnim transportnim zrakoplovom Super Guppy. 
1972. godine A300 imao je svoj probni let a 1974. ulazi u redovni promet.

## Inačice

### A300B1
Izrađena su samo dva zrakoplova: prvi prototip, dok je drugi kasnije prodan zračnom prevoziocu Air Algérie. Zrakoplov je mogao prevoziti 259 putnika. Maksimalna težina uzlijetanja bila mu je 132,000 kg a pokretan je s dva turbo-fen motora General Electric CF6-50A od 220 kN potiska.
- A300B2 –prva proizvodna inačica pokretana s CF6 ili Pratt & Whitney JT9D motorima od 227kN ili 236 kN potiska. Prvi korisnik u svibnju 1974. postao je Air France.
- A300B4 –glavna proizvodna inačica. Inačica ima dodatni centralni spremnik za gorivo (47.500 kg.).

### A300-600
Inačica iste dužine kao i inačice B2 i B4, ali radi ugradnje repnog dijela od A310 povećan mu je unutarnji prostor. Ugrađeni su i jači motori CF6-80 ili Pratt & Whitney PW4000. S inačicom je 1983. počela letjeti kompanija Saudi Arabian Airlines. Prodano je 313 komada A300-600. Inačica A300-600ST, poznatija pod nazivom Beluga, proširenog je trupa za prijevoz specijalnog tereta. Ukupno je proizvedeno 5 zrakoplova.

### A300B10 (A310)
Predstavljen je s kraćim trupom, novim krilima veće aerodinamičke iskoristivosti i manjim repnim dijelom. Dostupan je u standardnoj inačici -200 i inačici većeg doleta -300 koja može doseći 9.600 km u putničkoj i cargo inačici. Zrakoplov je izrađen i kao avio-cisterna (koristi ga Canadian Forces i Luftwaffe) koji prevozi gorivo za nadopunu vojnih zrakoplova tijekom leta.

## Usporedba
| Measurement               | A300B4               | A300-600R           | A300-600F           |
| ------------------------- | -------------------- | ------------------- | ------------------- |
| Sjedišta 2-class          | 266                  | 266                 | n/a                 |
| Dužina                    | 54,08 m              | 54,08 m             | 54,08 m             |
| Razmah                    | 44,85 m              | 44,85 m             | 44,85 m             |
| Visina                    | 16,62 m              | 16,62 m             | 16,62 m             |
| Maksimalna širina kabine  | 5,28 m               | 5,28 m              | 5,28 m              |
| Promjer trupa             | 5,64 m               | 5,64 m              | 5,64 m              |
| Težina praznog zrakoplova | 90.060 kg            |                     | 81.900 kg           |
| MTOW                      | 165,000 kg           |                     | 170.500 kg          |
| Brzina krstarenja         | mach 0,78            | mach 0,78           | mach 0,78           |
| Maksimalna brzina         | mach 0,86            | mach 0,86           | mach 0,86           |
| Dolet punog zrakoplova    | 6.670 km             |                     | 2.950 nm            |
| Količina goriva           |                      | 68.150 l            | 68.150 l            |
| Motori                    | CF6-50C2 or JT9D-59A | CF6-80C2 ili PW4156 | CF6-80C2 ili PW4156 |
| Posada kabine             | Tri                  | Dva                 | Dva                 |